# 古都華

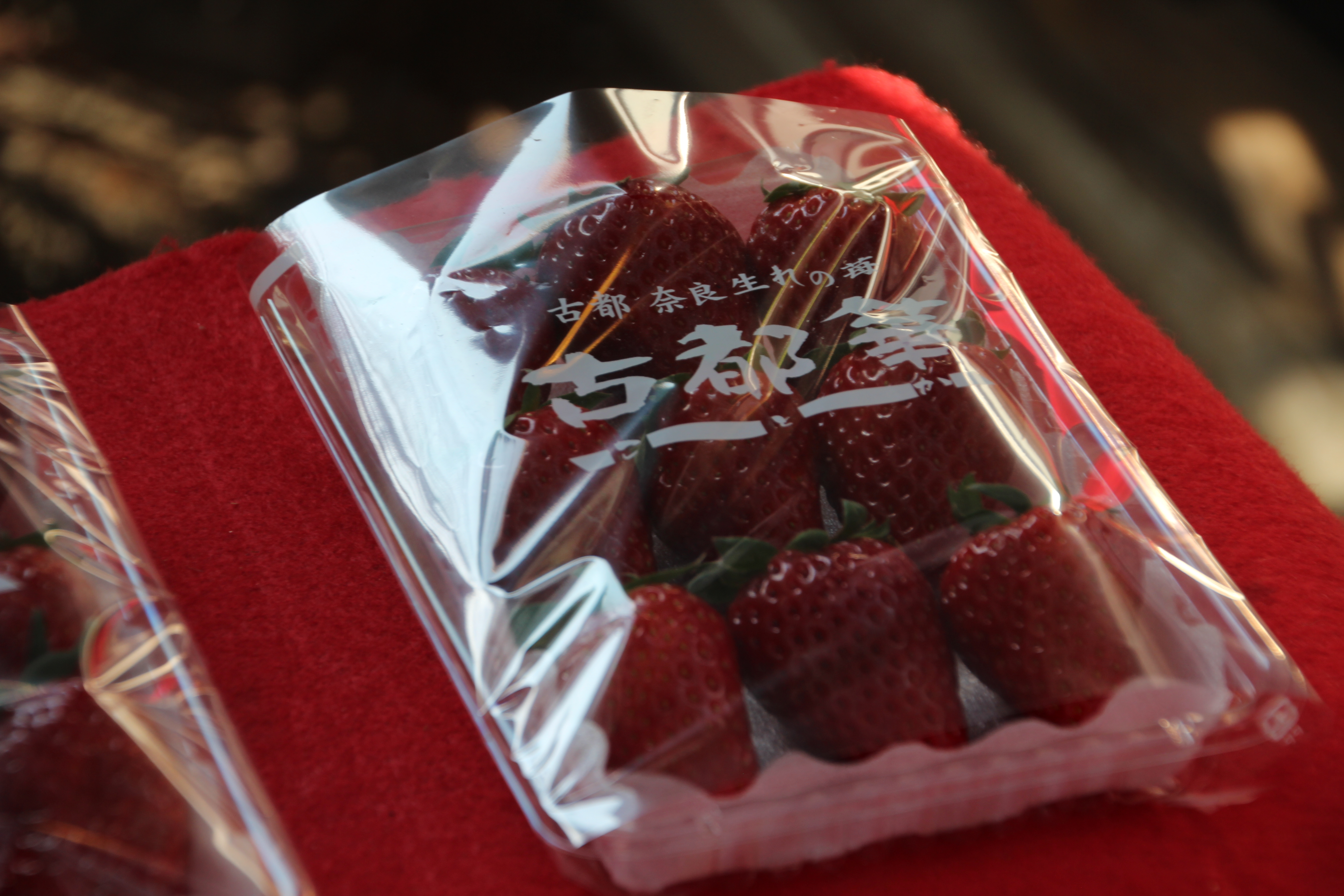
古都華の市販パッケージ

古都華（ことか）は、日本・奈良県で育成されたイチゴの品種名。奈良県を代表するイチゴ品種とされる（2020年時点）。

## 概要
2021年時点での奈良県での作付面積は16ヘクタール、30パーセントと、アスカルビーと並んで奈良県では最も栽培されている品種の1つである。
2011年に品種登録されたイチゴである。
イチゴに限らず、農作物の新種育成は生産者目線に立って栽培がしやすく、収量が多いく、販売価格が高くなる時期（イチゴならば12月）に収穫量が多くなることを主眼にされることが多い。しかしながら、古都華は後述のように生産者目線で言うと不評を集める「問題児」でもあった。
奈良県で先行して育成されたアスカルビーは発表当初は脚光を浴びたものの、イチゴ産地としてはマイナーと言える奈良県産ということもあり、評価は低く、安く買いたたかれることさえあった。しかも、病害に弱い、収量が少ない、日持ちしないといった問題点も指摘されていた。
しかし、奈良県農業研究開発センターは「7-3-1」と紅ほっぺを交配させた「奈良8号」の味が群を抜いて良かったことから、市場投入を決定し、2011年に古都華として品種登録した。
古都華ととちおとめを交配させたならあかり（奈良11号）が後継品種として2023年に品種登録出願さされている。

## 特徴
糖度と酸度が高く、味わいが濃いのが特徴。東京都内の高級果物店での取り扱いもある奈良県を代表するイチゴであるが、生産者視点では問題点も多い。
病気に弱く、収量が少ないので、登録当初は生産者からは敬遠されていた。顧客へ直接販売していたところ、2011年頃から顧客からの要望が増えて生産数が増えていったという経緯がある。